# Atsushi Hashimoto
Atsushi Hashimoto (橋本淳, Hashimoto Atsushi) (Tokyo, Japão, 14 de Janeiro de 1987), é um ator japonês.

## Filmografia

### Filmes
| Ano  | Título original                             | Título em português | Papel              | Observações |
| 2005 | Mahou Sentai Magiranger: Bride of Infershia |                     | Kai Ozu / Magi Red |             |
| 2006 | Mahou Sentai Magiranger VS Dekaranger       |                     | Kai Ozu / Magi Red |             |
| 2007 | Awa Dance                                   |                     | Kazufumi Matsuura  |             |

### Televisão
| Ano  | Título original                | Título em português | Papel              | Observações            |
| 2004 | Water Boys                     |                     |                    | Fuji TV / 2º temporada |
| 2005 | Mahou Sentai Magiranger        |                     | Kai Ozu / Magi Red | TV Asahi               |
| 2006 | Hanbun no Tsuki ga Noboru Sora |                     | Yuichi Ezaki       | TV Tokyo               |
| 2007 | Happy Boys                     |                     |                    | TV Tokyo, ep7-8        |
| 2007 | Chiritotechin                  |                     | Shoei Wada         | NHK                    |
| 2011 | Kaizoku Sentai Gokaiger        |                     | Kai Ozu / Magi Red | TV Asahi, ep2-3        |